# Holy Fvck Tour
Holy Fvck Tour foi a sétima turnê da cantora americana Demi Lovato em apoio ao seu oitavo álbum de estúdio Holy Fvck (2022). A turnê, composta por 34 datas, visitou as Américas, iniciando em 13 de agosto de 2022, em Springfield, Illinois e concluindo em 10 de novembro, em Rosemont, Illinois. A turnê visitou as Américas em três etapas. Atos de apoio na América do Norte incluíram Dead Sara e Royal & the Serpent .

## Antecedentes
Em 6 de junho de 2022, Lovato anunciou seu oitavo álbum de estúdio, Holy Fvck. Um dia depois, Lovato anunciou que embarcaria em uma turnê de divulgação do álbum. A banda americana de hard rock Dead Sara e a cantora e compositora Royal & the Serpent foram escalados para abrir a perna norte-americana.
Anteriormente, Lovato havia sido confirmado para se apresentar em diversas feiras estaduais, incluindo Illinois e Iowa State Fair. Um ano antes, ela também foi anunciada como uma das artistas do festival Rock in Rio no Brasil.

## Recepção
Julia Koscelnick do The GW Hatchet elogiou seu show em Washington, DC, citou que, "ela nunca deixa de deslumbrar com seus vocais, mas a falta de energia durante seu show para tirar um tempo para descansar, os fãs poderiam enfatizar com Lovato tirando uma folga para se concentrar em descansar suas cordas vocais." Jessica Jakubowicz do Concordian, deu sua crítica positiva para seu show em Montreal, elogiando sua banda só de garotas e seus vocais, que se encaixam nos arranjos de rock de seu catálogo anterior.

## Setlist

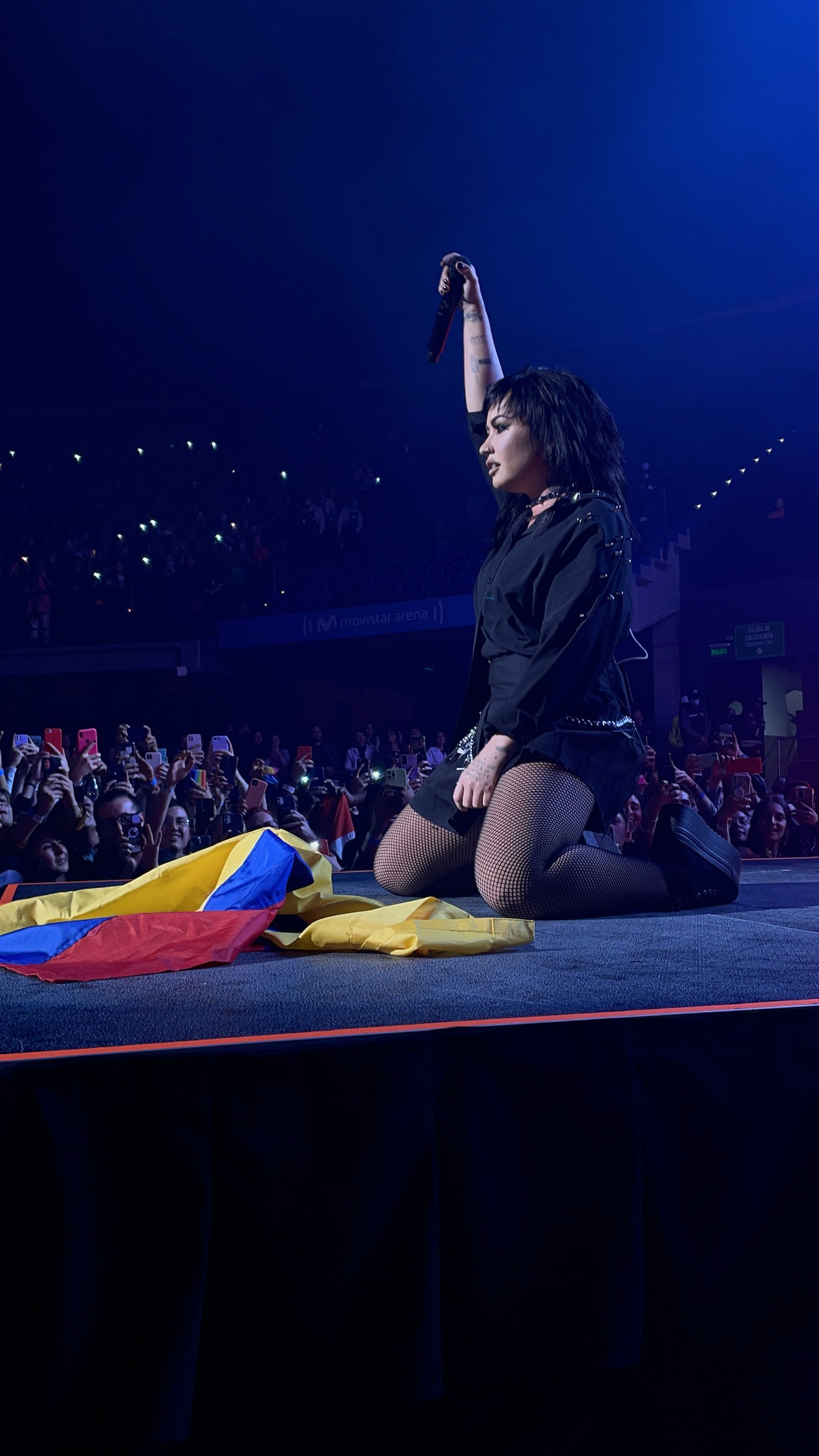
Lovato se apresentando em Bogotá durante a Holy Fvck Tour

Este setlist foi retirado do show de 22 de setembro de 2022, em Wheatland, Califórnia. Não representa todos os shows ao longo da turnê.
1. "Holy Fvck"
2. "Freak"
3. "Substance"
4. "Eat Me"
5. "Confident"
6. "Here We Go Again"
7. "Remember December"
8. "La La Land" (contém trechos de "La La")
9. "Don't Forget"
10. "The Art of Starting Over"
11. "4 Ever 4 Me" (contém trechos de "Iris")
12. "Sorry Not Sorry"
13. "City of Angels"
14. "Skyscraper"
15. "29"
16. "Heart Attack"
17. "Skin of My Teeth"

Encore
1. "Happy Ending"
2. "Cool for the Summer"

Notas
- De 22 a 27 de setembro, Dead Sara se juntou a Lovato para tocar "Help Me" substituindo "The Art of Starting Over", e novamente de 21 de outubro a 6 de novembro[11].
- De 28 de setembro a 19 de outubro, Royal & the Serpent se juntou a Lovato para apresentar "Eat Me", e novamente em 9 e 10 de novembro[12].
- Durante o show em Inglewood, Ashlee Simpson se juntou a Lovato no palco para apresentar "La La".[13]
- Durante o primeiro show na cidade de Nova York, John Rzeznik do Goo Goo Dolls se juntou a Lovato para tocar "Iris".[14]

## Shows
| Data                   | Cidade           | País             | Local                                     | Abertura                |
| América do Norte       | América do Norte | América do Norte | América do Norte                          | América do Norte        |
| ---------------------- | ---------------- | ---------------- | ----------------------------------------- | ----------------------- |
| 13 de agosto de 2022   | Springfield      | Estados Unidos   | Illinois State Fairgrounds                | Iyla                    |
| 14 de agosto de 2022   | Des Moines       | Estados Unidos   | Iowa State Fairgrounds                    | Iyla                    |
| América do Sul         |                  |                  |                                           |                         |
| 30 de agosto de 2022   | São Paulo        | Brasil           | Espaço Unimed                             | Tuyo                    |
| 31 de agosto de 2022   | São Paulo        | Brasil           | Espaço Unimed                             | Tuyo                    |
| 2 de setembro de 2022  | Belo Horizonte   | Brasil           | Mineirão                                  | Jennifer Souza          |
| 4 de setembro de 2022  | Rio de Janeiro   | Brasil           | Parque Olímpico do Rio de Janeiro         | —                       |
| 7 de setembro de 2022  | Bogotá           | Colômbia         | Movistar Arena                            | Pavlo                   |
| 9 de setembro de 2022  | Buenos Aires     | Argentina        | Movistar Arena                            | Odd Mami                |
| 13 de setembro de 2022 | Santiago         | Chile            | Movistar Arena                            | Dani Ride               |
| América do Norte       |                  |                  |                                           |                         |
| 22 de setembro de 2022 | Wheatland        | Estados Unidos   | Hard Rock Live Sacramento                 | Dead Sara               |
| 23 de setembro de 2022 | Reno             | Estados Unidos   | Grand Sierra Theatre                      | Dead Sara               |
| 25 de setembro de 2022 | Portland         | Estados Unidos   | Theater of the Clouds                     | Dead Sara               |
| 27 de setembro de 2022 | São Francisco    | Estados Unidos   | SF Masonic Auditorium                     | Dead Sara               |
| 28 de setembro de 2022 | Inglewood        | Estados Unidos   | YouTube Theater                           | Royal &amp; the Serpent |
| 30 de setembro de 2022 | Las Vegas        | Estados Unidos   | Venetian Theatre                          | Royal &amp; the Serpent |
| 3 de outubro de 2022   | Denver           | Estados Unidos   | Fillmore Auditorium                       | Royal &amp; the Serpent |
| 9 de outubro de 2022   | Wallingford      | Estados Unidos   | Toyota Oakdale Theatre                    | Royal &amp; the Serpent |
| 10 de outubro de 2022  | Washington, D.C. | Estados Unidos   | The Anthem                                | Royal &amp; the Serpent |
| 12 de outubro de 2022  | Philadelphia     | Estados Unidos   | The Met Philadelphia                      | Royal &amp; the Serpent |
| 13 de outubro de 2022  | Boston           | Estados Unidos   | MGM Music Hall at Fenway                  | Royal &amp; the Serpent |
| 15 de outubro de 2022  | Toronto          | Canadá           | History                                   | Royal &amp; the Serpent |
| 16 de outubro de 2022  | Montreal         | Canadá           | L'Olympia                                 | Royal &amp; the Serpent |
| 18 de outubro de 2022  | Nova Iorque      | Estados Unidos   | Beacon Theatre                            | Royal &amp; the Serpent |
| 19 de outubro de 2022  | Nova Iorque      | Estados Unidos   | Beacon Theatre                            | Royal &amp; the Serpent |
| 21 de outubro de 2022  | Charlotte        | Estados Unidos   | Charlotte Metro Credit Union Amphitheatre | Dead Sara               |
| 23 de outubro de 2022  | Atlanta          | Estados Unidos   | Coca-Cola Roxy                            | Dead Sara               |
| 25 de outubro de 2022  | Nashville        | Estados Unidos   | Ryman Auditorium                          | Dead Sara               |
| 28 de outubro de 2022  | Tampa            | Estados Unidos   | Seminole Hard Rock                        | Dead Sara               |
| 30 de outubro de 2022  | Hollywood        | Estados Unidos   | Hard Rock Live                            | Dead Sara               |
| 1 de novembro de 2022  | New Orleans      | Estados Unidos   | The Fillmore New Orleans                  | Dead Sara               |
| 3 de novembro de 2022  | Houston          | Estados Unidos   | 713 Music Hall                            | Dead Sara               |
| 6 de novembro de 2022  | Irving           | Estados Unidos   | The Pavilion at Toyota Music Factory      | Dead Sara               |
| 9 de novembro de 2022  | Detroit          | Estados Unidos   | Fox Theatre                               | Royal & the Serpent     |
| 10 de novembro de 2022 | Rosemont         | Estados Unidos   | Rosemont Theatre                          | Royal & the Serpent     |